# Volker Lutz
Volker Lutz (* 8. November 1941 in Stuttgart; † 4. Februar 2020 in Stuttgart) war ein deutscher Chorleiter, Dirigent, Organist, Kirchenmusikdirektor und Hochschullehrer in Tübingen.

## Leben
Volker Lutz studierte an der Staatlichen Hochschule für Musik und Darstellende Kunst in Stuttgart und an der Kirchenmusikschule Esslingen, wo er das A-Examen ablegte. Ab 1967 war er Kirchenmusiker zunächst an der Stuttgarter Friedenskirche von 1978 bis 1994 dann an der evangelischen Markuskirche von Stuttgart.

## Tätigkeit
1968 war Volker Lutz mit Peter Thalheimer Gründer des auf historischen Instrumenten musizierenden Collegium Musica Rara Stuttgart. Er spielte als Cembalist und Organist mit sämtlichen Stuttgarter Berufsorchestern sowie dem Heilbronner und dem Pforzheimer Kammerorchester und war auch beim Württembergischen Staatstheater Stuttgart an Produktionen der Oper, des Schauspiels und vor allem des Balletts beteiligt. Von 1977 bis 1996 war Volker Lutz künstlerischer Leiter des Schwäbischen Singkreises. Ende des Jahres 1996 musste er seine aktive künstlerische Laufbahn aufgrund der bleibenden Folgen eines schweren Unfalls beenden.
Von 1971 bis 2019 arbeitete Volker Lutz auch als Orgelsachverständiger der Evangelischen Landeskirche in Württemberg. Dabei betreute er sowohl historische als auch neue Instrumente und beaufsichtigte den Bau neuer Orgeln in der Stuttgarter Region.
Ab 1971 war Lutz Dozent für Gehörbildung, seit 1977 war er Professor für Orgelbaukunde an der Hochschule für Musik und Darstellende Kunst Stuttgart und war das auch von 1977 bis 2006 an der Hochschule für Kirchenmusik Esslingen/Tübingen. 1983 kam es zur Verleihung des Titels Kirchenmusikdirektor durch Landesbischof Hans von Keler.
Von 1998 bis 2006 war Volker Lutz Professor und Prorektor der Evangelischen Hochschule für Kirchenmusik Tübingen.

## Veröffentlichungen (Auswahl)
- Klangerzeugung der Orgel. In: Siegfried Bauer und Ingo Bredenbach (Hrsg.): Probieren und Studieren. Lehrbuch zur Grundausbildung in der Evangelischen Kirchenmusik. (Edition Strube 9024) Strube, München 1996, ISBN 3-921946-29-8, S. 71–78.